# Robin Kern
Robin Kern (* 3. Oktober 1993 in Nürnberg) ist ein ehemaliger deutscher Tennisspieler.

## Karriere
Robin Kern war auf der ITF Junior Tour sehr erfolgreich. Bei den French Open und in Wimbledon erreichte er 2011 das Junioren-Viertelfinale. Im Doppel gewann er 2011 mit Julian Lenz die US Open und scheiterte Ende des Jahres mit Dominic Thiem erst im Finale des prestigeträchtigen Orange Bowl. In der Rangliste der Junioren kam er 2011 bis auf Platz 11, bevor er gänzlich zu den Profis wechselte.
Robin Kern spielte hauptsächlich auf ITF Future Tour und der ATP Challenger Tour. Er gewann zehn Einzel- und sieben Doppeltitel auf der Future Tour. Sein Debüt auf der ATP World Tour gab er 2011 beim MercedesCup in Stuttgart, wo er von der Turnierleitung eine Wildcard fürs Einzel erhielt. In der ersten Runde traf er auf den Italiener Fabio Fognini und verlor in zwei Sätzen mit 4:6 und 1:6. Den einzigen Sieg auf der ATP Tour gelang ihm im Doppelbewerb beim MercedesCup 2013 an der Seite von Tommy Haas im Doppel. Nach dem Sieg in der ersten Runde gegen das französische Duo Paul-Henri Mathieu und Benoît Paire, schieden sie in der zweiten Runde gegen Facundo Bagnis und Thomaz Bellucci aus. Dennoch machte er in seiner Doppelplatzierung in der Tennisweltrangliste 370 Plätze gut. Die weiteren zwei Einsätze im Einzel und 4 Einsätze im Doppel auf der ATP Tour verlor er allesamt.
Die erfolgreichste Zeit hatte Kern 2013 und 2014, als mit Rang 350 im Einzel und Platz 339 im Doppel jeweils sein Karrierehoch erreichte. In dieser Zeit nahm er auch vermehrt an Turnieren der Challenger Tour teil, wo er 2014 in Tianjin im Doppel seinen einzigen Titel gewann – im Einzel überstand er lediglich viermal die erste Runde. Nach schwächeren Jahren kehrte er 2017 und 2018 nochmal in diese Sphären zurück, schaffte aber keine Steigerung. In der Tennis-Bundesliga spielte er von 2017 bis 2022 für den TK Grün-Weiss Mannheim. Die letzten Teilnahmen an Profiturnieren erfolgten 2019.
Nach seiner aktiven Karriere eröffnete Kern in Mannheim eine Tennisschule namens Robin Kern Tennis Lab.

## Erfolge
| Legende (Anzahl der Siege)  |
| Grand Slam                  |
| ATP World Tour Finals       |
| ATP World Tour Masters 1000 |
| ATP World Tour 500          |
| ATP World Tour 250          |
| ATP Challenger Tour (1)     |

### Doppel

#### Turniersiege
| Nr. | Datum         | Turnier | Belag     | Partner         | Finalgegner          | Ergebnis          |
| --- | ------------- | ------- | --------- | --------------- | -------------------- | ----------------- |
| 1.  | 21. Juni 2014 | Tianjin | Hartplatz | Josselin Ouanna | Jason Jung Evan King | 6:73, 7:5, [10:8] |